# György Konrád
György Konrád (Debrecen, Hungría, 2 de abril de 1933-Budapest, 13 de septiembre de 2019) fue un escritor y sociólogo húngaro de relieve.

## Trayectoria
Nació en una población de provincias, del condado de Bihar (Hungría). Su familia residía en parte en Nagyvárad o en Berettyóújfalu (donde nació y donde su tatarabueno se había instalado a finales del siglo XVIII), pero también en Debrecen, Miskólc o en Brassó. Todos eran judíos de lengua materna húngara. Su padre era un comerciante acomodado y tenía formación suficiente (había estudiado solo el bachillerato) como para leer varios periódicos y escuchar la BBC.
El nazismo masacró a su familia: tres hermanas paternas y dos maternas fueron asesinados en Auschwitz y Mauthausen; la misma suerte padecieron cinco primos suyos; y al hermano de su madre lo asesinaron en la calle los llamados "cruces flechadas" autóctonos.
Participó en la revolución húngara de 1956, por eso algunos de sus libros no fueron publicados hasta el fin del estalinismo. Se dedicó a la asistencia social, a la edición y a la sociología, campo en el que destacó antes de ser conocido como novelista. Luego, se ha convertido en una figura clave de las letras en Hungría. En 1982, abandonó Hungría y fue a vivir a Berlín; Konrád, que había decidido no hablar el alemán que aprendió de niño, terminó por ser el director de la Academia de las Artes de Berlín, tras la caída del Muro. Desde entonces ha manifestado posiciones políticas conservadoras.
Fue presidente del Pen Club Internacional (1990-1993), y recibió la Medalla Goethe, de 2000, como novelista, y el Premio Carlomagno de 2001, como escritor y sociólogo.

## Obras en húngaro
- A látogató, 1969
- Új lakótelepek szociológiai problémái, 1969 (con Iván Szelényi)
- Kitörés, 1975 (con Péter Bacsó uPéter Zimre)
- A városalapító, 1977
- A cincos, 1978
- Az értelmiség útja az osztáslyhatalomhoz, 1978
- Az autonómia kísértése, 1980
- Antipolitika, 1983
- Agenda 1: Kerti mulatság, 1989
- Európa köldökén, 1990
- Az újjászületés melankóliája, 1991
- Agenda 2: Koóra, 1994
- Útrakészen, 1999
- Mit tud a levelibéka, 2000
- Elutazás és Hazatérés, 2001
- Fenn a hegyen napfogyatkozáskor, 2003
- Az író és a város, 2004
- A közép tágulása: gondolkodás Európáról, 2004
- Kakasok banata, 2005
- Csodafigurák, 2006

### Literatura traducida
- El cómplice, Alfaguara, 1987 ISBN 978-84-204-2457-6 (reed. Círculo de Lectores, 2001 ISBN 978-84-226-4210-7).
- Una fiesta en el jardín: novela y diario de trabajo, Alianza Editorial, 2003 ISBN 978-84-206-4398-4. Or. 1989
- El reloj de piedra, Alianza, 2006 ISBN 978-84-206-4757-9
- Viaje de ida y vuelta, Alianza, 2010 ISBN 978-84-206-8431-4. Or. 2001

### Ensayos (en inglés)
- The Intellectual on the Road to Class Power (1978). Tr.:  Los intelectuales y el poder, con Iván Szelényi, Edicions 62, 1981 ISBN 978-84-297-1732-7
- Antipolitics
- The Melancholy of Rebirth (1995)
- The Invisible Voice: Meditations on Jewish Themes (2000)
- A Guest in My Own Country: A Hungarian Life (2003)

## Enlaces
- El oficio de recordar
- Viaje de ida y vuelta
- Un ensayo biográfico (en inglés)

| Predecesor: Per Wästberg | Presidente del PEN Club Internacional 1990 — 1993 | Sucesor: Ronald Harwood |

- Datos: Q326823
- Multimedia: György Konrád / Q326823